# Winter Sleep (phim)
Winter Sleep (tiếng Thổ Nhĩ Kỳ: Kış Uykusu) là một bộ phim chính kịch của Thổ Nhĩ Kỳ phát hành năm 2014 do Nuri Bilge Ceylan làm đạo diễn. Cốt truyện lấy bối cảnh ở Anatolia và khai thác đề tài khoảng cách to lớn giữa người giàu và người nghèo cũng như người có thế lực và người không có thế lực trong xã hội ở Thổ Nhĩ Kỳ. Tại Liên hoan phim Cannes 2014, phim giành giải Cành cọ vàng và giải FIPRESCI.